# Лиутберт (Майнц)
Лиутберт (на немски: Liutbert, † 17 февруари 889) е третият абат на манастир Хериден и от 863 до 889 г. архиепископ на Майнц. През 870 г. той става ерцкаплан и ерцканцлер, първият архиепископ на Майнц с тази служба.

## Произход и управление
Лиутберт произлиза от знатна швабска фамилия. Той е манастирски учител в манастира Райхенау (на остров Райхенау) и на 30 ноември 863 г. става архиепископ на Майнц.
Aрхиепископ Лиутберт служи политически и военно на Лудвиг Немски, Лудвиг Млади и Карл III. Той е свързващ при преговорите със западнофранкския крал Карл Плешиви за раздялата на Среднофранкското кралство.
Лиутберт ръководи църковните събори през 868 и 888 г. Основава манастира Мауриций в Манц.
Умира на 17 февруари 889 г. и е погребан вероятно в манастир „Св. Албан“ до Майнц.